# Galaretnica biaława
Galaretnica biaława (Ascocoryne albida (Berk.) Seifert) – gatunek grzybów z rzędu tocznikowców (Helotiales)

## Systematyka i nazewnictwo
Pozycja w klasyfikacji według Index Fungorum: Ascocoryne, Gelatinodiscaceae, Helotiales, Leotiomycetidae, Leotiomycetes, Pezizomycotina, Ascomycota, Fungi.
Po raz pierwszy takson ten zdiagnozował w roku 1831 Smith nadając mu nazwę Tubercularia albida. Obecną, uznaną przez Index Fungorum nazwę nadali mu w roku 2014 Johnston, Seifert, Stone, Rossman & Marvanová, przenosząc go do rodzaju Ascocoryne. 
Nazwa polska za internetowym atlasem grzybów.

## Występowanie
Występuje w Ameryce Północnej, Południowej i Europie. Występuje w Polsce, mapę występowania pokazuje internetowy atlas grzybów.